# 水深火熱
《水深火熱》（英語：Deep Blue Sea）是一部1999年美國科幻恐怖片，由雷尼·哈林執導，莎佛朗·布洛斯、湯瑪斯·傑恩、LL Cool J、賈桂琳·麥肯齊、邁克·拉帕波特、斯特兰·斯卡斯加德和山繆·傑克森主演。故事背景設定於一座孤立的水下設施，講述了一組科學家及其對灰鯖鯊的研究，以幫助對抗阿茲海默症。當多條基因工程鯊魚橫衝直撞並淹沒設施時，情況陷入混亂。
《水深火熱》的製作預算約6000萬至8200萬美元；哈林自1993年的《巔峰戰士》以來就沒有拍出賣座的電影，這成為了他的考驗。本片主要在墨西哥羅薩里多的福斯巴哈工作室（Fox Baja Studios）拍攝，詹姆斯·卡梅隆電影《泰坦尼克号》（1997年）先前在此建造了的大型水箱，《水深火熱》製作團隊在其上方搭建佈景。儘管《水深火熱》中有一些真實鯊魚的鏡頭，但片中使用的鯊魚大多是電子人偶或電腦生成。崔佛·瑞賓為電影配樂作曲，LL Cool J為電影貢獻了兩首歌曲：〈至深至藍（魚翅）〉（Deepest Bluest (Shark's Fin)）和〈怎樣說〉。
《水深火熱》1999年7月28日在美國夏季檔期上映，全球票房收入超過1.65億美元。電影獲得影評界褒貶不一的評價，懸念、節奏和動作場面受讚，但詬病缺乏原創概念且淪於B級片套路。隨著時間推進，《水深火熱》被外界視為繼史蒂文·斯皮尔伯格電影《大白鯊》（1975年），少有的成功鯊魚電影。之後推出了DVD首映續集：《水深火熱2》（2018年）、《水深火熱3》（2020年）。

## 演員
- 莎佛朗·布洛斯飾演蘇珊·麥卡利斯特博士（Dr. Susan McCallister）
- 湯瑪斯·傑恩飾演卡特·布雷克（Carter Blake）
- LL Cool J飾演謝爾曼·「傳教士」·達德利（Sherman "Preacher" Dudley）
- 賈桂琳·麥肯齊（英语：Jacqueline McKenzie）飾演珍妮絲·「珍」·希金斯（Janice "Jan" Higgins）
- 邁克·拉帕波特飾演湯姆·斯科金斯（Tom Scoggins）
- 斯特兰·斯卡斯加德飾演吉姆·惠特洛克博士（Dr. Jim Whitlock）
- 艾達·特托羅飾演布蘭達·克恩斯（Brenda Kerns）
- 山繆·傑克森飾演羅素·富蘭克林（Russell Franklin）

## 製作
本片的主體拍攝於1998年8月3日開始。

## 外部連結
- 互联网电影数据库（IMDb）上《水深火熱》的资料（英文）